# Roset
Roset – wieś w zachodniej Norwegii, w okręgu Sogn og Fjordane, w gminie Stryn. Wieś położona jest na północnym wybrzeżu fiordu Nordfjord, około 21 km na wschód od miejscowości Randabygda i około 15 km na zachód od wsi Stryn. 
W Roset znajduje się kościół, który wybudowany został w 1973 roku.

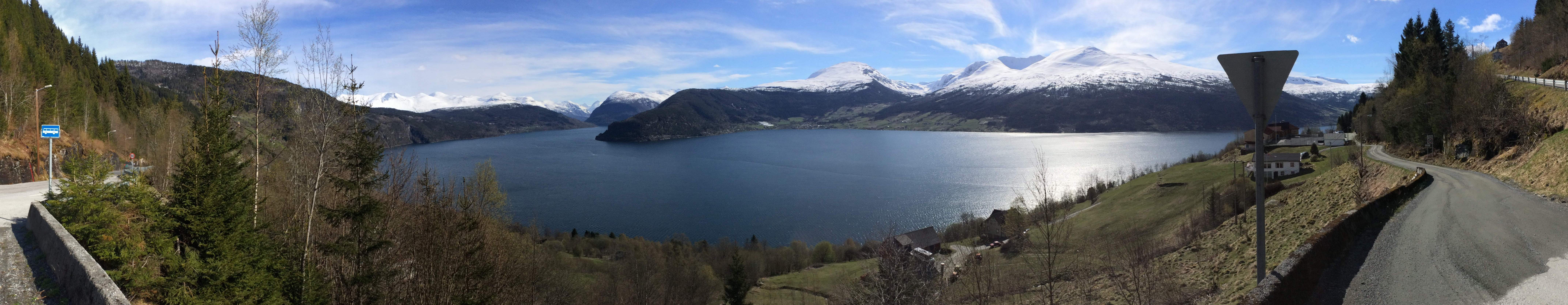
Panorama Roset